# Narikala
Narikala (in georgiano ნარიყალა?) è un'antica fortezza della Georgia che domina la capitale Tbilisi ed il fiume Kura. Si compone di due sezioni murate su una ripida collina tra i bagni di zolfo ed il giardino botanico nazionale. Nel cortile inferiore si trova la chiesa di San Nicola, recentemente restaurata.

## Storia
La fortezza fu costruita nel IV secolo e divenne nota con il nome di "Shuris-tsikhe" ("Forte odioso"). Venne considerevolmente ampliata dagli Omayyadi nel VII secolo. In seguito subì un ulteriore allargamento ad opera del re Davide il Fondatore. I mongoli la rinominarono "Narin Qala" ("Piccola fortezza"). La maggioranza delle fortificazioni ancora esistenti risale al XVI e XVII secolo. Nel 1827 alcune parti della fortezza vennero danneggiate da un terremoto e poi demolite.

## Galleria d'immagini

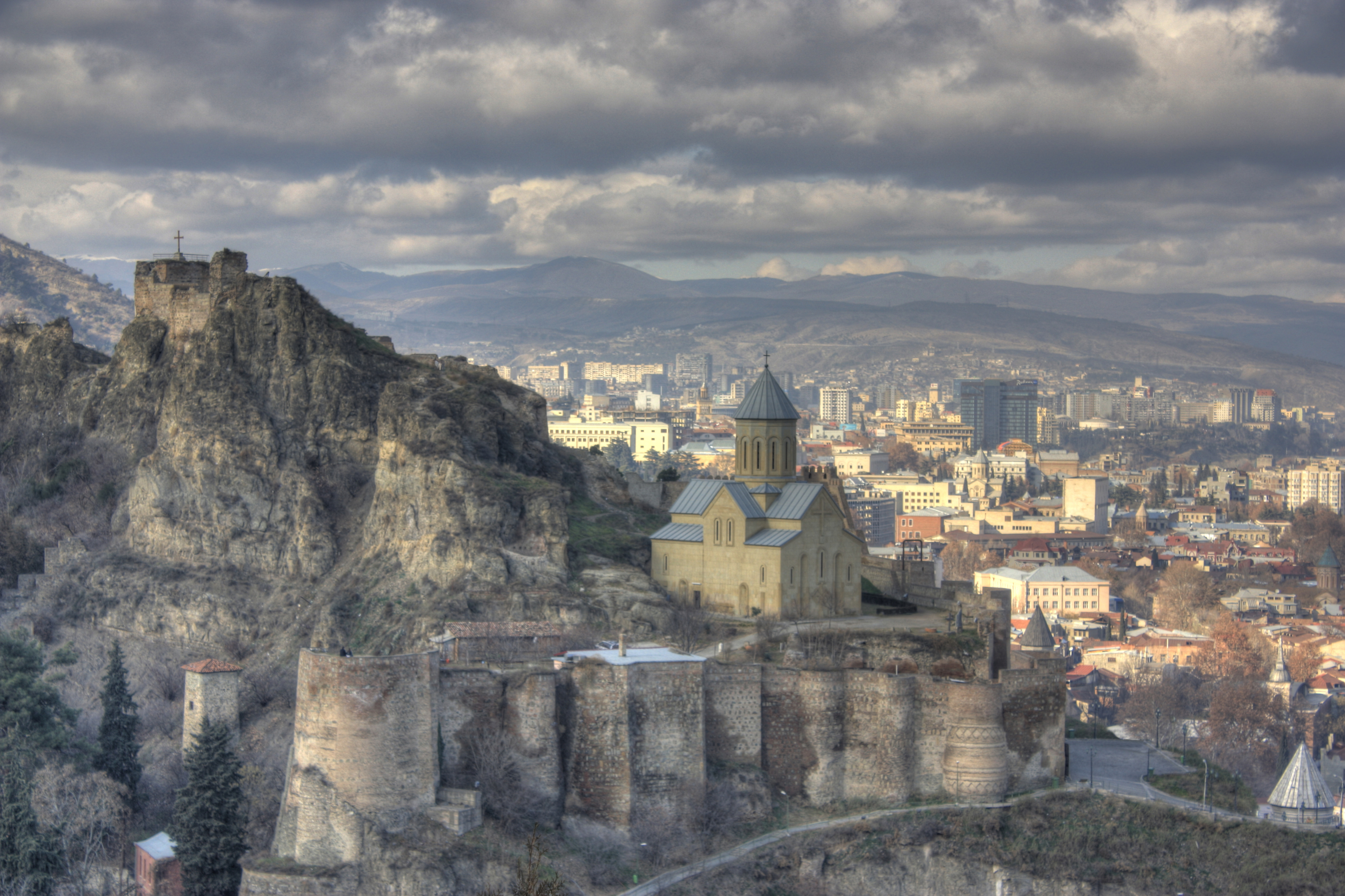
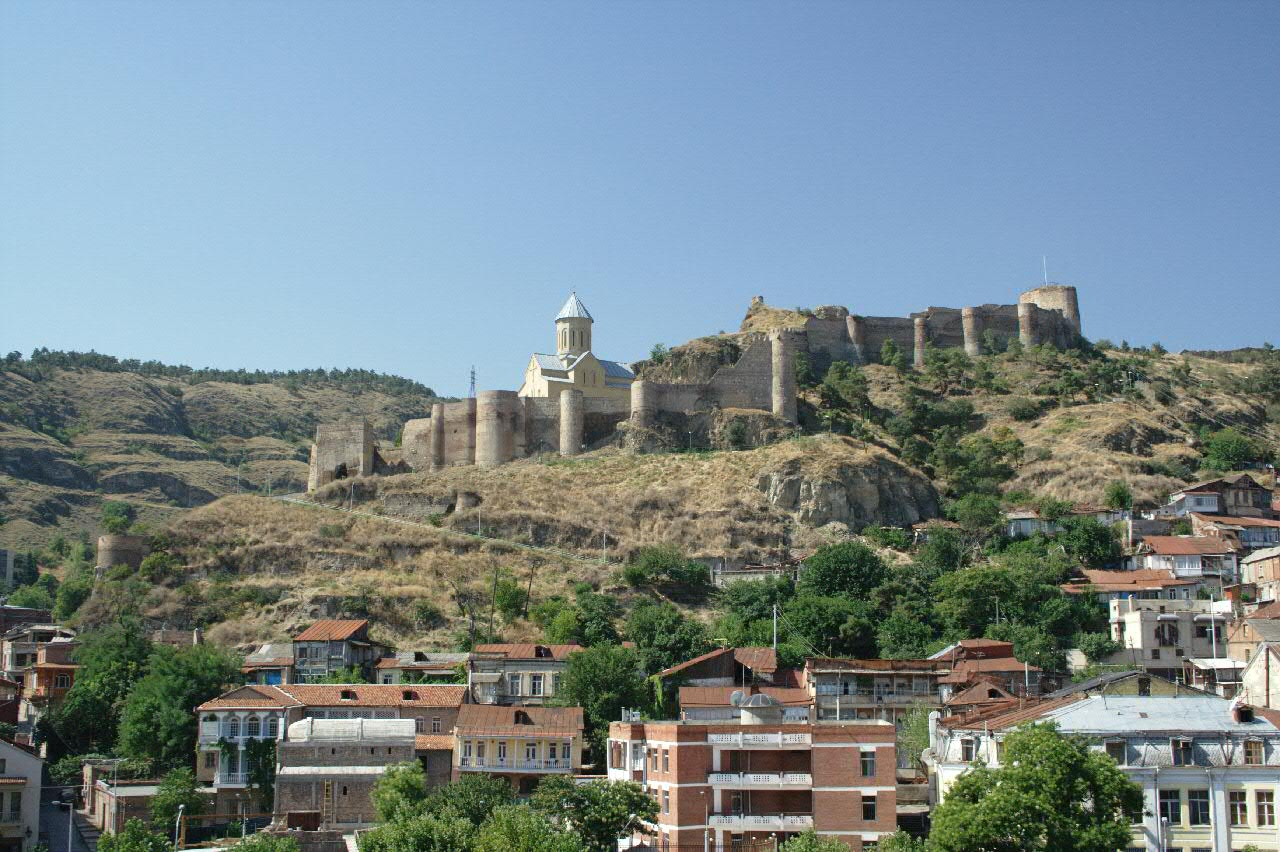
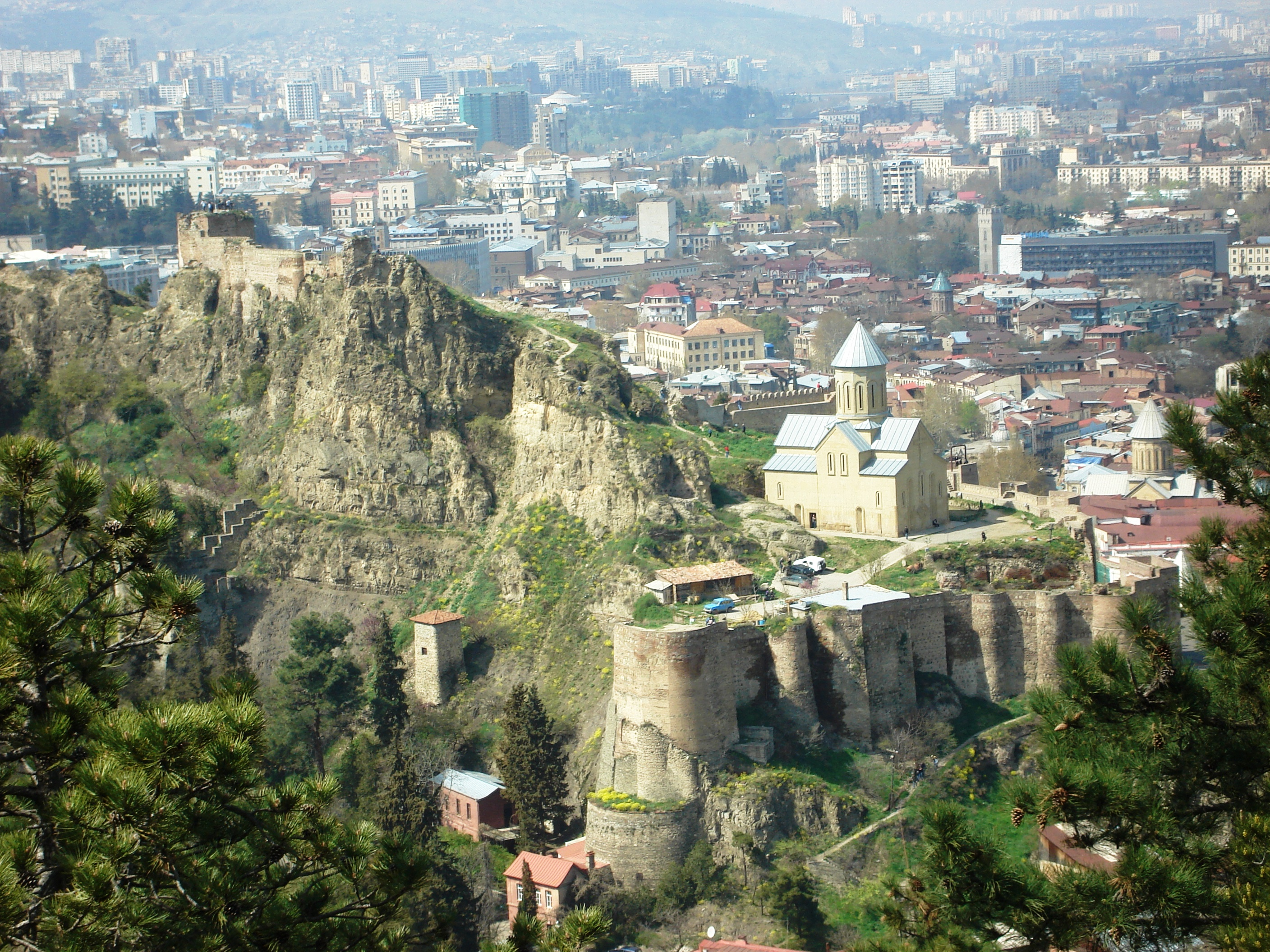
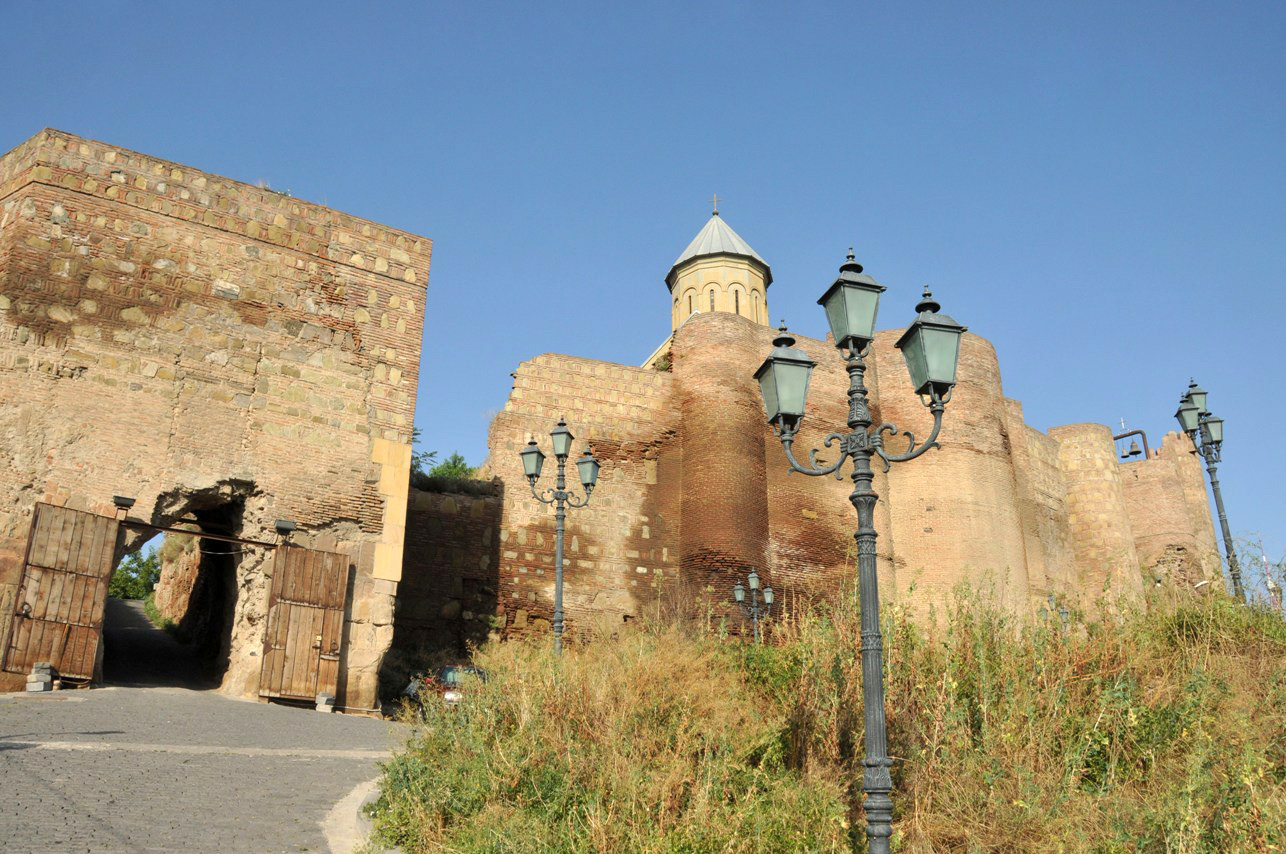
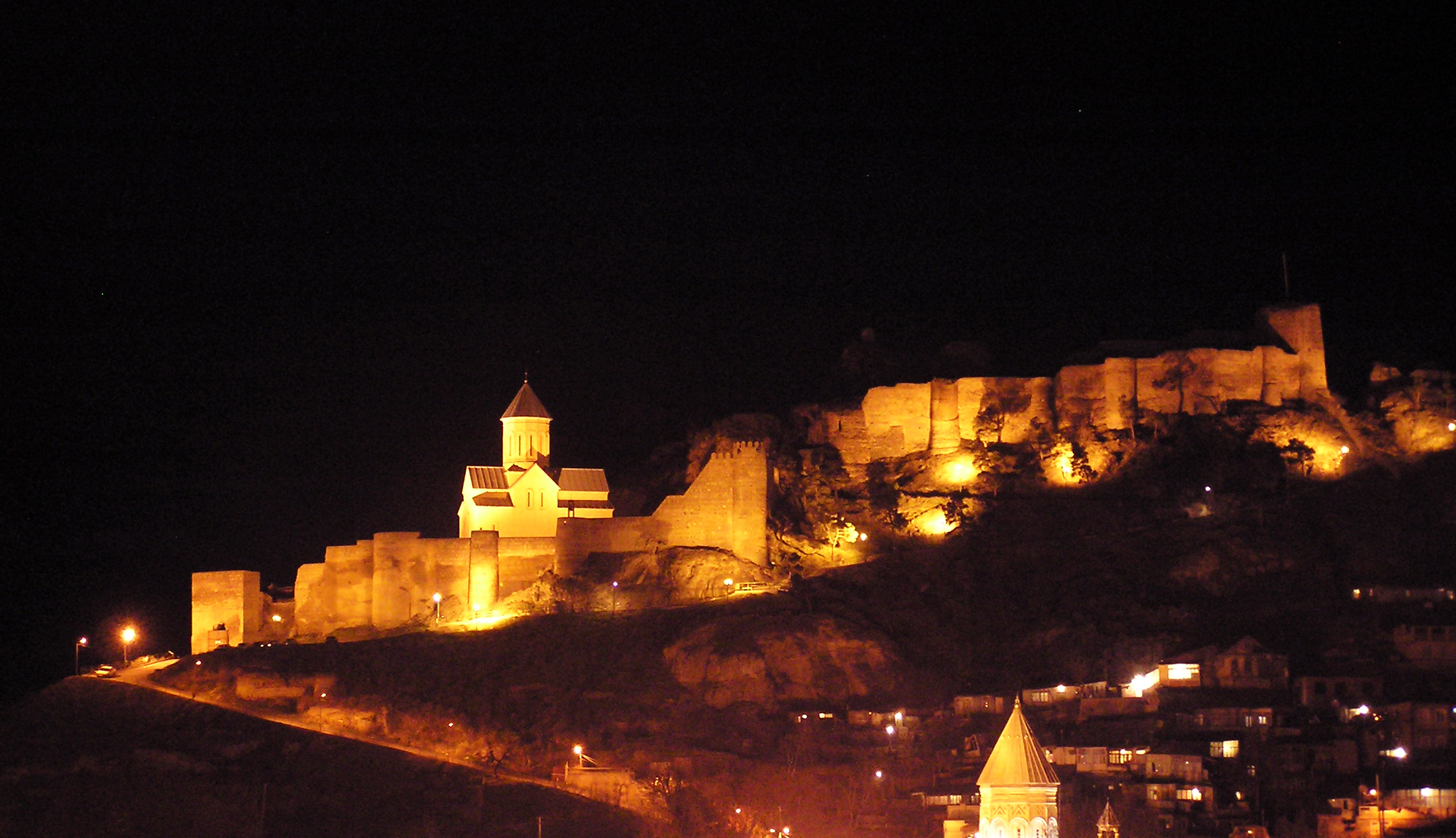